# Annie Vial
Annie Vial – francuska judoczka. Srebrna medalistka mistrzostw Europy w 1978. Mistrzyni Francji w 1978 roku.